# César-Victor Jourdan
Pour les articles homonymes, voir Jourdan.
César-Victor Jourdan, né à Marseille le 2 octobre 1813, mort à Lourdes le 16 juillet 1882, est un évêque français, évêque du diocèse de Tarbes de 1874 à 1882.

## Biographie
Il fait ses études au séminaire de l'Esquille à Toulouse, et son grand séminaire à Beauvais. Ordonné prêtre à Beauvais en 1839, il occupe la chaire de théologie dans ce grand séminaire pendant cinq ans, jusqu'à ce que Denys Affre l'appelle à Paris et l'intègre dans le clergé parisien : il est pendant 19 ans vicaire à La Madeleine. Nommé promoteur du diocèse et chanoine honoraire, il devient vicaire général de Georges Darboy en 1865 et archidiacre de Paris en 1866. En 1870, il accompagne son évêque au concile de Vatican I. 
Pendant la Commune, il est emprisonné à la Conciergerie et a failli être exécuté en même temps que Georges Darboy.
À la mort de son évêque, il devient vicaire capitulaire le 31 mars 1871, archidiacre de Sainte-Geneviève le 19 décembre 1871, puis archidiacre de Notre-Dame de Paris le 28 septembre 1873.

### Évêque de Tarbes
Nommé évêque de Tarbes le 1er décembre 1874, il est préconisé le 21 décembre, prend possession de son siège par procuration le 8 février 1875. Il est sacré le 24 février par Joseph Hippolyte Guibert à Notre-Dame de Paris et fait son entrée à Tarbes le 12 mars suivant.
Il arrive en Bigorre auréolé de sa réputation de martyr, son emprisonnement est connu de tous et jusqu'à sa mort il souffre d'hallucinations où il revoyait ses bourreaux.
Sa sollicitude se porte surtout vers les prêtres, les séminaristes, les paroisses et les différentes œuvres catholiques.
Politiquement il intervient à deux reprises : après le décret du 29 mars 1880 contre les Jésuites et les congrégations non autorisées, et en 1882 contre les lois de Jules Ferry.
Il bénit la première pierre de la nouvelle église paroissiale de Lourdes le 28 juillet 1875

### L'évêque des grands travaux deMassabielle
Son épiscopat reste associé à l'époque des grands travaux du domaine de Massabielle à Lourdes : l'achèvement du chalet épiscopal en 1875, le recul du Gave en 1877, la construction de la maison des chapelains de 1876 à 1878, l'aménagement du quai du Gave et de la rive de Massabielle de 1875 à 1877, la construction de l'abri des pèlerins en 1877, du pont Saint-Michel en 1877 et la création du boulevard de la grotte de 1878 à 1881.
C'est aussi sous son épiscopat, en 1876, que la basilique de l'Immaculée Conception est consacrée le 2 juillet et qu'a lieu le couronnement de Notre-Dame de Lourdes le 3 juillet.
Il meurt à Lourdes le 16 juillet 1882, et est inhumé dans la cathédrale de Tarbes.

## Distinction
- Chevalier de la Légion d'honneur (11 août 1869)[1]